# Don Rigters
Don Rigters ('s-Gravenhage, 6 maart 1992) is een Nederlands basketballer.
Van 2012 tot 2014 speelde Rigters voor Challenge Sports Rotterdam, daarna tekende hij bij Port of Den Helder Kings. Kings ging echter in december 2014 failliet.